# Parque nacional de Chitral Gol
El Parque nacional de Chitral Gol (en urdu: چترال گول نیشنل پارک; a veces también llamado simplemente Parque nacional de Chitral) es uno de los parques nacionales de Pakistán. Se encuentra ubicado en el valle de Gol y la tierra Kafir Kalash del distrito de Chitral, en la provincia de Khyber-Pakhtunkhwa de Pakistán al lado del río Chitral, a una distancia de dos horas en vehículo de la ciudad de Chitral. La palabra Gol en el idioma local significa "el valle".
Este parque incluye tres valles. Varios glaciares también se encuentran en él, a través de los cuales varios manantiales hacen su camino y, finalmente, forman una corriente de 18 metros. El agua fría de esta corriente cae hacia el este en el río Chitral. El parque es rico en árboles particularmente en cedros. Este parque sirve también para dar cobijo a una gran diversidad de animales, especialmente a las Markhor, una especie en peligro de cabras salvajes.